# Rambo (filme)
Rambo (bra: Rambo 4) é um filme teuto-estadunidense de 2008, do gênero ação, dirigido por Sylvester Stallone.
É o quarto da saga, e foi lançado em 25 de Janeiro de 2008 nos Estados Unidos, e no Brasil estreou no dia 29 de fevereiro do mesmo ano.

## Sinopse
Uma guerra civil acontece há quase 60 anos na fronteira com a Birmânia, envolvendo os birmaneses e a tribo Karen. John Rambo  vive no norte da Tailândia, onde pilota um barco no Rio Salween. Cansado de lutar, Rambo leva uma vida simples e solitária, apenas acompanhando o fluxo de rebeldes e refugiados. Até que surgem Sarah Miller e Michael Burnett, dois missionários que desejam levar alimentos e remédios às vítimas da guerra. Inicialmente relutante, Rambo aceita a proposta de levá-los pelo rio. Mas dez dias depois o pastor Artur Marsh o procura, dizendo que os missionários foram capturados e que havia recolhido dinheiro para contratar mercenários para resgatá-los.

## Elenco
- Sylvester Stallone .... John Rambo
- Julie Benz .... Sarah Miller
- Matthew Marsden .... estudante
- Paul Schulze .... Michael Burnett
- Ken Howard .... pastor Artur Marsh
- Graham McTavish .... Lewis
- Reynaldo Gallegos .... Diaz
- Tim Kang

## Recepção da crítica
Rambo IV tem recepção mista por parte da crítica especializada. Com tomatometer de 37% em base de 153 críticas, o Rotten Tomatoes publicou um consenso: “Sylvester Stallone sabe encenar cenas de ação, mas o ritmo irregular do filme e violência excessiva (mesmo para a franquia) é mais repugnante do que divertido”. Tem 69% de aprovação por parte da audiência, usada para calcular a recepção do público a partir de votos dos usuários do site.